# A Woman
A Woman (Charlot, perfecta dama o Charlot, señorita bien) es un cortometraje estadounidense con dirección de Charles Chaplin y actuación suya y de Edna Purviance, Marta Golden y Charles Inslee. Fue estrenado el 12 de julio de 1915. 

## Sinopsis
Charlot está en el parque intentando realizar conquistas amorosas y al disputar con un rival lo arroja al agua. 
Luego encuentra a Edna y sus padres en el parque y obtiene una invitación a su casa pero aparece el tío de la joven que resulta ser el mismo arrojado al agua por lo que Charlot es expulsado del grupo pese al interés que había despertado en Edna. Charlot no ceja y disfrazado de mujer aparentando ser una amiga de Edna la visita siendo objeto de admiración y cortejo por el tío hasta que, finalmente, se descubre la impostura y es expulsado nuevamente.

## Reparto
- Charles Chaplin - Caballero/ 'Nora Nettlerash'
- Edna Purviance - Muchacha
- Marta Golden (Lillian Marta Golden) - Muchacha
- Charles Inslee (1870 - 1978) - Padre de las muchachas
- Margie Reiger - Dama amiga del padre
- Billy Armstrong (1891 - 1924) - Amigo del padre
- Leo White - El holgazán del parque.

## Crítica
La película fue rodada en el estudio Majestic de Los Ángeles. Es la tercera película en que Chaplin juega el rol de mujer (las anteriores fueron The Masquerader y Charlot, sufragista. Una comedia de enredos amorosas en cuya segunda parte (la del travestismo) Chaplin realiza una excelente actuación (hay que admirar sus rasgos sin el bigote) que no carece de sutilezas.